# Annals of Applied Biology
Annals of Applied Biology is een internationaal, aan collegiale toetsing onderworpen wetenschappelijk tijdschrift op het gebied van de biologie en de landbouwkunde.
De naam wordt in literatuurverwijzingen meestal afgekort tot Ann. Appl. Biol.
Het wordt uitgegeven door de Association of Applied Biologists.